# Myers Brothers 200 1962
Myers Brothers 200 1962 var ett stockcarlopp ingående i Nascar Grand National Series (nuvarande Nascar Cup Series) som kördes 16 juni 1962 på den 0,250 mile (402,3 meter) långa ovalbanan Bowman Gray Stadium i Winston-Salem i North Carolina. Totalt avverkades 50 miles (80.467 km) fördelat på 250 varv. Banunderlaget var asfalt. Loppet vanns av Johnny Allen i en Pontiac på tiden 1:05.59 körande för Fred Lovette. Allens snitthastighet var 45,466 mph. Det var Allens enda seger i cup-serien. Prispotten uppgick till 3 985 dollar, varav 580 dollar gick till segraren.
Loppet är uppkallat efter Bobby Myers som omkom i en krasch på Darlington Raceway 2 september 1957 och hans äldre bror Billy Myers som dog i en hjärtinfarkt under ett lopp på Bowman Gray Stadium 12 april 1958.

## Resultat
| Plc     | Nr | Förare        | Team/ bilägare        | Konstruktör | Start | Varv | Ledda varv |
| ------- | -- | ------------- | --------------------- | ----------- | ----- | ---- | ---------- |
| 1       | 58 | Johnny Allen  | Fred Lovette          | Pontiac     | 2     | 200  | 178        |
| 2       | 4  | Rex White     | Rex White             | Chevrolet   | 1     | 200  | 22         |
| 3       | 43 | Richard Petty | Petty Enterprises     | Plymouth    | 4     | 196  | 0          |
| 4       | 36 | Larry Thomas  | Wade Younts           | Dodge       | 9     | 195  | 0          |
| 5       | 8  | Joe Weatherly | Bud Moore Engineering | Pontiac     | 12    | 194  | 0          |
| 6       | 34 | Wendell Scott | Scott Racing          | Chevrolet   | 10    | 193  | 0          |
| 7       | 17 | Fred Harb     | Fred Harb             | Ford        | 17    | 192  | 0          |
| 8       | 54 | Jimmy Pardue  | Jimmy Pardue          | Pontiac     | 3     | 190  | 0          |
| 9       | 97 | Harry Leake   | Lewis Osborne         | Chevrolet   | 13    | 189  | 0          |
| 10      | 47 | Jack Smith    | Jack Smith            | Pontiac     | 5     | 189  | 0          |
| 11      | 11 | Ned Jarrett   | B.G. Holloway         | Chevrolet   | 6     | 188  | 0          |
| 12      | 62 | Curtis Crider | Curtis Crider         | Ford        | 19    | 182  | 0          |
| 13      | 19 | Herman Beam   | Herman Beam           | Ford        | 15    | 179  | 0          |
| 14      | 48 | G.C. Spencer  | GC Spencer Racing     | Chevrolet   | 11    | 172  | 0          |
| 15      | 2  | Jim Paschal   | Cliff Stewart Racing  | Pontiac     | 8     | 153  | 0          |
| 16      | 1  | George Green  | Jess Potter           | Chevrolet   | 14    | 145  | 0          |
| 17      | 18 | Stick Elliott | Toy Bolton            | Ford        | 18    | 122  | 0          |
| 18      | 87 | Buck Baker    | Buck Baker racing     | Chrysler    | 7     | 112  | 0          |
| 19      | 60 | Tom Cox       | Ray Herlocker         | Plymouth    | 16    | 51   | 0          |
| Källor: |    |               |                       |             |       |      |            |